# Bannkreis
 (avril 2017).
Si vous disposez d'ouvrages ou d'articles de référence ou si vous connaissez des sites web de qualité traitant du thème abordé ici, merci de compléter l'article en donnant les références utiles à sa vérifiabilité et en les liant à la section « Notes et références ».
Albums de Subway to Sally
Foppt den Dämon!
(1996) Hochzeit
(1999)
Singles
1. Zu spät
Sortie : 1997

Bannkreis est le quatrième album studio du groupe de folk metal allemand Subway to Sally, sorti en 1997.
Avec cet album, le groupe continue avec le son folk metal de son précédent opus Foppt den Dämon! et, à partir de là et au cours des années suivantes, le son du groupe devient plus lourd et plus sombre[réf. nécessaire].

## Liste des titres
Toutes les paroles sont écrites par Michael Boden (Bodenski), toute la musique est composée par Bodenski et Ingo Hampf.
| 1.    | Alle, Psallite Cum Luya | 1:06 |
| 2.    | Mephisto                | 5:01 |
| 3.    | Unterm Galgen           | 4:21 |
| 4.    | Ein Baum                | 4:37 |
| 5.    | Das Rätsel              | 4:02 |
| 6.    | Kruzifix                | 4:57 |
| 7.    | Sanctus                 | 2:06 |
| 8.    | Zu spät                 | 3:23 |
| 9.    | Liebeszauber            | 5:01 |
| 10.   | Element des Verbrechens | 4:12 |
| 11.   | Schlaflied              | 2:55 |
| 12.   | Syrah                   | 5:27 |
| 47:07 |                         |      |

## Crédits

### Membres du groupe
- Ingo Hampf : guitare électrique, Luth Renaissance
- Eric Fish : cornemuse, hautbois, chant
- Bodenski : guitare, vielle à roue, chant
- Michael Simon : guitare, chant
- Silvio "Sugar Ray" Runge : basse
- David Pätsch : batterie
- Frau Schmidt : violon
- Michael Metzler : percussion (additionnel)

### Équipes technique et production
- Production : Ekkehard Strauhs, Ingo Hampf, Ronald Prent
- Mastering : Sander Van Der Heide, Ronald Prent
- Mixage : Ronald Prent assisté de Joerg Steinfadt
- Ingénierie : Frank Babrikowski
- Enregistrement : Ekkehard Strauhs, Matthias Tischer